# Discosoma nummiforme
Discosoma nummiforme is een Corallimorphariasoort uit de familie van de Discosomatidae. De wetenschappelijke naam van de soort is voor het eerst geldig gepubliceerd in 1828 door Rüppell & Leuckart.